# La Légende de la fileuse
La Légende de la fileuse, známý také pod názvy La Sirène či Le Songe du pêcheur, je francouzský němý film z roku 1907. Režisérem je Louis Feuillade (1873–1925). Film trvá zhruba 8 minut.

## Děj
Bohyně Minerva žárlí na mladou Arachné, která je ve tkaní zručnější než ona. Minerva ji ze zášti pošle do pekla a pak ji promění v pavouka, který bude věčně spřádat svou síť.